# Mount Tyree
Mount Tyree är den näst högsta berget i Antarktis beläget 13 kilometer nordväst om Vinson Massif (4892 m), vilken är den högsta toppen på kontinenten. 
Mt. Tyree upptäcktes i januari 1958 under spaningsflygningar genomförda av USA:s Navy VX-6 skvadron, och kartlades senare samma månad av Marie Byrd Land Traverse Party. Berget fick sitt namn efter Konteramiral David M. Tyree, som var befälhavare för den amerikanska truppstyrkan Naval Support Force i Antarktis, från den 14 april 1959 till den 26 november 1962.
Den södra väggen är fortfarande obestigen. Den som försöker står inför en 2 000 meter (6 600 fot) hög bergvägg att ta sig uppför, det är den högsta bergväggen i Antarktis. Klättersäsongen är november-januari.